# Gergithus cribratus
Gergithus cribratus är en insektsart som beskrevs av Melichar 1906. Gergithus cribratus ingår i släktet Gergithus och familjen sköldstritar. Inga underarter finns listade i Catalogue of Life.